# Raraka
Raraka è un atollo appartenente all'arcipelago delle Isole Tuamotu nella Polinesia francese.